# Rolls-Royce 20hp (1905)
Rolls-Royce 20hp är en personbil, tillverkad av den brittiska biltillverkaren Rolls-Royce mellan 1905 och 1908.
Bilen utvecklades ur den tvåcylindriga 10hp. Den fyrcylindriga motorn bestod av två pargjutna motorblock med en gemensam vevaxel. Cylinderdimensionerna var desamma som den trecylindriga 15hp, 101,6 x 127 mm, vilket ger en cylindervolym på 4118 cm³.